# Iris ludwigii
Iris ludwigii là một loài thực vật có hoa trong họ Diên vĩ. Loài này được Maxim. miêu tả khoa học đầu tiên năm 1880.